# Saint-Martin-de-Coux
Saint-Martin-de-Coux település Franciaországban, Charente-Maritime megyében. Lakosainak száma 459 fő (2022. január 1.). Saint-Martin-de-Coux La Barde, La Clotte, Le Fouilloux, Saint-Aigulin, Saint-Pierre-du-Palais és Chamadelle községekkel határos.

## Népesség
A település népessége az elmúlt években az alábbi módon változott:
| Lakosok száma | 504  | 423  | 398  | 390  | 439  | 453  | 461  | 487  | 489  | 459  |
|               | 1968 | 1982 | 1990 | 2006 | 2013 | 2015 | 2017 | 2019 | 2020 | 2022 |